# Trun, Graubünden
Trun (tidigare tysk stavning Truns) är en ort och kommun i regionen Surselva i kantonen Graubünden, Schweiz. Kommunen har 1 154 invånare (2023).
I kommunen finns även orterna Zignau och Schlans. Schlans var tidigare en egen kommun, men inkorporerades 1 januari 2012 i Trun.